# Fokus (časopis)
Fokus je bio hrvatski politički tjednik.

## O listu
Definirao se kao "nezavisni tjednik, koji posebnu pozornost posvećuje kritičkom sagledavanju aktualnih zbivanja u hrvatskom društvu - politici, gospodarstvu i kulturi - nastojeći promicati vrijednosti koje su utkane u hrvatski povijesni i kulturni identitet. Jedna od tih vrijednosti je hrvatska državotvorna misao. ...Pratimo i komentiramo događaje i zbivanja koji su bitni za stabilnost cjelokupnog društva ... Jedno od temelja na kojima počiva stabilno društvo i država je uspostava društva socijalne pravde i prava... Upravo na vrijednostima na kojima je sazdan i opstao hrvatski identitet, pružaju nam razloge da ih prepoznamo kao temelj u rješavanju društvenih problema želeći na stranicama našega tjednika promicati načela socijalnog nauka Crkve. ...Posebnu pozornost pridajemo i afirmiranju hrvatske kulture, kako one koja čini našu baštinu, tako i suvremenih kulturnih zbivanja"
Sjedište lista je bilo u Zagrebu. Izlazio je u nakladi od desetak tisuća primjeraka.
Izlazio je od 1999. do 10. travnja 2009. Prestao je izlaziti zbog novčarskih razloga.
Posljednji tiskani broj je od 10. travnja 2009., a posljednji broj, br. 466, koji je uopće se pojavio je samo onaj na međumrežju, od 17. travnja 2009., jer nije bilo novca za njegovo tiskanje.
Stilski i po suradnicima ga je naslijedio Hrvatski fokus, koji je točno godinu dana poslije izašao na međumrežju.

## Glavni urednici
- Mladen Maloča[4] (? - ?)
- Ante Gugo[5][6] (2001. – 2002.)
- Marijan Križić[7] (2002. - ?)
- Vjekoslav Boban[8] (? - 2004.)
- Marijan Majstorović (2004. – 2009.)[3]

## Poznati suradnici
Stjepan Babić, Emil Čić, Mato Dretvić Filakov, Radovan Pavić, Vladimir Rem, Davorin Rudolf, Davor Runtić, Zdravko Tomac, Marko Veselica, Mirko Vidović, Marijan Horvat-Mileković, Branimir Lukšić, Josip Sanko Rabar, Mario Grčević, Joja Ricov, Nenad Piskač, p. Vladimir Horvat, Bože Šimleša i ini.

## Vanjske poveznice
- Službene stranice, 17. travnja 2009., na archive.org
- Vjesnik  Arhivirana inačica izvorne stranice od 4. svibnja 2009. (Wayback Machine) Nakon deset godina prestao izlaziti tjednik Fokus, 30. travnja 2009.
- Portal Hrvatskog kulturnog vijeća Fokus se šaptom ugasi, 30. travnja 2009.